# Кунда, Надя
Надя Кунда (араб. نادية كوندا‎; 24 октября 1989, Касабланка, Марокко) — марокканская актриса
 кино и телевидения.

## Биография
Училась в Политехническом институте Касабланки с 2008 года.
Карьеру в кино и на телевидении начала в 2008 году в Марокко. В 2011 году сыграла главную роль в фильме «L’amante du rif» («Любовник рифов»), представленном на открытии Международного кинофестиваля в Марракеше, добившись признания на родине. В 2011 году получила главную роль в американском фильме Альфреда Роббинса «Ральтат». По окончании съемок решила посвятить себя кинематографу, кардинально изменив свою карьеру: бросила учебу на третьем курсе электротехники и переехала в Монреаль, Канада, где изучала актёрское мастерство и кинопроизводство в Монреальском университете.
Сейчас снимается в национальных и международных фильмах и телепередачах. Исполнила роли в более, чем 30 фильмах и сериалах.

## Избранная фильмография
- 2019 — Мой отец не умер
- 2018 — Вала Алик (ТВ)
- 2018 — Абу Омар Эль-Масри (ТВ)
- 2017 — Оставь ночь (короткометражный)
- 2017 — Épouse-moi mon pote
- 2017 — Контрофигура
- 2017 — Волюбилис
- 2016 — Пустыни
- 2016 — Се гарс-ля (ТВ)
- 2015 — Ам Сельма (короткометражный)
- 2014 — Красная палатка (ТВ)
- 2014 — Тень Шафии (ТВ)
- 2014 — Сертификация Халяль.
- 2014 — Милль и ночь (ТВ)
- 2014 — Юбилей
- 2013 — Ральтат
- 2013 — Париж любой ценой
- 2012 — Салон Шехразаде (ТВ)
- 2011 — Любовник Рифа
- 2011 — Рабат
- 2010 — Аль Ферка (ТВ)
- 2008 — Искушения (короткометражный)